# Kathleen Robertson
Kathleen Robertson je kanadska glumica, najpoznatija po ulozi Clare Arnold u TV seriji "Beverly Hills".

## Životopis
Kathleen "Kath" Robertson je bila zvijezda dječjih filmova u rodnoj Kanadi. Nakon završene srednje škole, preselila je u Los Angeles, gdje je 1994. dobila ulogu Clare Arnold u seriji "Beverly Hills". Uloga joj je donijela veliku popularnost i potrajala je tri godine, do 1997. Nakon serije, nastavila je s manjim filmskim ulogama i s radom na televiziji. 
Robertson trenutno živi u Los Angelesu. Udata je za producenta Chrisa Cowlesa, s kojim ima sina Williama.

## Vanjske poveznice
- Službena stranica (engl.)
- Kathleen Robertson u internetskoj bazi filmova IMDb-u (engl.)